# The Marshall Tucker Band
The Marshall Tucker Band is een Amerikaanse southern rockband uit Spartanburg, South Carolina uit de jaren 1970. De muziek is een stijlmix uit rock, countrymuziek en jazz, gecombineerd met lange akoestische passagen. De Marshall Tucker Band hielp in het begin van de jaren 1970 het southern rock-genre tot stand te brengen. Hoewel de band tegen het einde van het decennium het hoogtepunt van zijn commerciële succes had bereikt, heeft ze gedurende 45 jaar onafgebroken opgenomen en opgetreden in verschillende bezettingen. Zanger Doug Gray blijft het enige oorspronkelijke lid dat nog actief is bij de band.
De oorspronkelijke bezetting van de Marshall Tucker Band, opgericht in 1972, omvatte leadgitarist, steelgitarist, zanger en primaire songwriter Toy Caldwell (1947-1993), zanger Doug Gray (geboren 1948), toetsenist, saxofonist, en fluitist Jerry Eubanks (geboren 1950), ritmegitarist George McCorkle (1946-2007), drummer Paul Riddle (geboren in 1953) en bassist Tommy Caldwell (1949-1980). Ze tekenden bij Capricorn Records en brachten in 1973 hun eerste album The Marshall Tucker Band uit.
Nadat Tommy Caldwell in 1980 omkwam bij een auto-ongeluk, werd hij vervangen door bassist Franklin Wilkie. De meeste oorspronkelijke bandleden waren halverwege de jaren 1980 vertrokken om andere projecten na te streven. De huidige bezetting van de band bestaat uit Gray op zang, toetsenist, saxofonist en fluitist Marcus James Henderson, gitaristen Chris Hicks en Rick Willis, bassist Tony Black en drummer B.B. Borden.

## Bezetting
Oprichting
- Doug Gray (zang)
- Toy Caldwell († 25 februari 1993) (gitaar)
- Tommy Caldwell († 28 april 1980) (basgitaar)
- George McCorkle († 29 juni 2007) (gitaar)
- Paul Riddle (drums)
- Jerry Eubanks (drums)

Bezetting 1998
- Rusty Milner (gitaar)
- Tim Lawter (basgitaar)
- Stuart Swanlund (gitaar)
- David Muse (saxofoon, fluit, keyboard)
- B. B. Borden (ex-Mother's Finest, drums)

## Oorsprong van de naam
Marshall Tucker in de naam van de band verwijst niet naar een bandlid, maar eerder naar een blinde pianostemmer uit Columbia (South Carolina). Terwijl de band op een avond mogelijke bandnamen besprak in een oud pakhuis dat ze hadden gehuurd voor oefenruimte, merkte iemand op dat op de deursleutel van het pakhuis de naam Marshall Tucker was gegraveerd, en stelde voor dat ze zichzelf The Marshall Tucker Band zouden noemen, niet beseffend dat het naar een echt persoon verwees. Later kwam aan het licht dat Marshall Tucker, de blinde pianostemmer, een piano had gestemd in die gehuurde ruimte voor de band, en zijn naam was op de toets gegraveerd. Muziekhistoricus Joel Whitburn schrijft in zijn boek Top Pop Singles, 1955-2002 ten onrechte Marshall Tucker toe aan de eigenaar van de repetitieruimte van de band. Marshall Tucker overleed op 20 januari 2023 op 99 jarige leeftijd.

## Geschiedenis

### Voorgeschiedenis
De oorspronkelijke leden (en enkele latere leden) van de Marshall Tucker Band speelden sinds het begin van de jaren 1960 in verschillende bezettingen onder verschillende bandnamen in de omgeving van Spartanburg. In 1966 fuseerden leden van verschillende van dergelijke bands tot de Toy Factory, genoemd naar gitarist Toy Caldwell. De constant wisselende bezetting van The Toy Factory omvatte soms Caldwell, zijn jongere broer Tommy, Doug Gray, Jerry Eubanks, George McCorkle en Franklin Wilkie. In de late jaren 1960 dienden vier van de bandleden bij de Amerikaanse strijdkrachten. Toy Caldwell was in de USMC en kreeg een Purple Heart na te zijn gewond in Vietnam.
Door de jaren 1970 waren Toy Caldwell en George McCorkle teruggekeerd naar Spartanburg en de Toy Factory had het spelen in clubs in de omgeving hervat.
In 1972 vernieuwden Caldwell en McCorkle de bezetting van de band opnieuw en kwamen uiteindelijk terecht bij Tommy Caldwell op bas, George McCorkle ritmegitaar, zanger Doug Gray en Jerry Eubanks, fluit/tenorsax, terwijl Paul Riddle op drums werd toegevoegd. De nieuwe bezetting nam de naam Marshall Tucker Band aan. Zanger Jimmy Hall van Wet Willie zei tegen Toy Caldwell dat hij de band moest boeken in Grant's Lounge in Macon (Georgia) wat hij deed. Nadat ze de band hadden horen spelen in Grant's, namen Buddy Thornton en Paul Hornsby de demo van de band op in de Capricorn Studios in Macon. Frank Fenter en Phil Walden contracteerden de Marshall Tucker Band op basis van die demo's.

### De jaren 1970
Het titelloze debuut van de Marshall Tucker Band, geproduceerd door Paul Hornsby, werd uitgebracht in 1973 en werd in 1975 met goud gecertificeerd. Alle nummers zijn geschreven door Toy Caldwell, waaronder Can't You See, dat in 1973 werd uitgebracht bij Capricorn (Bubbled Under op nummer 108 op 1 september 1973) en opnieuw werd uitgebracht in 1977 bij Capricorn (piek op nummer 75 op 24 september 1977). Na het uitbrengen van het album begon de band te toeren en speelde gedurende het decennium meer dan 300 shows per jaar. Southern rock fiddler Charlie Daniels herinnerde zich later dat de Marshall Tucker Band op het podium kwam en het van begin tot eind uitblies. In augustus 1979 speelde de band op het Knebworth Festival in Engeland. De headliner bij beide optredens op het festival, gedurende twee opeenvolgende zaterdagen op 4 en 11 augustus, was Led Zeppelin.
Daniels' eerste van vele samenwerkingen met de Marshall Tucker Band kwam op het tweede album A New Life,  dat in 1974 werd uitgebracht en in 1977 goud werd. Daniels en bluesgitarist Elvin Bishop behoorden tot de verschillende muzikanten die zich bij de band voegden voor het dubbelalbum Where We All Belong (een studioalbum en een livealbum) dat in 1974 door de band werd uitgebracht en in datzelfde jaar goud werd. Het jaar daarop werd Searchin' for a Rainbow van de band ook met goud gecertificeerd in het jaar van de publicatie en bevatte het nummer Fire on the Mountain, dat piekte op nummer 38 in de Billboard-hitlijsten. Het vijfde opeenvolgende gouden album Long Hard Ride werd uitgebracht in 1976 en het instrumentale titelnummer (waarop ook Charlie Daniels op viool staat) werd genomineerd voor een Grammy Award. Carolina Dreams, uitgebracht in 1977 en gecertificeerd met platina, bleek het commercieel meest succesvolle album van de band te zijn en bevatte het nummer Heard It in a Love Song, dat nummer 14 bereikte in de Billboard-hitlijsten. De laatste Capricorn-publicatie van de band kwam met Together Forever uit 1978, geproduceerd door Stewart Levine. Na het faillissement van Capricorn verhuisde de Marshall Tucker Band naar Warner Bros. Records voor hun negende album Running Like the Wind (de achtste publicatie van de band was het compilatiealbum Greatest Hits) met Levine als producent van het album.

### De jaren 1980
Op 22 april 1980, na de voltooiing van het tiende album Tenth (negende studio-publicatie), liep bassist en medeoprichter Tommy Caldwell een zwaar hoofdtrauma op bij een auto-ongeluk en overleed zes dagen later. Voormalig Toy Factory-bassist Franklin Wilkie verving Caldwell voor hun volgende album Dedicated, maar de band slaagde er nooit in het commerciële succes van de jaren 1970 te heroveren. Op Tuckerized uit 1982 werden slechts twee nummers geschreven door bandleden: Sea, Dreams & Fairy Tales van Toy Caldwell en Sweet Elaine van George McCorkle. De belangrijkste songwriter Toy Caldwell droeg slechts drie nummers bij aan elk van de twee albums die in 1983 en 1984 werden uitgebracht: Just Us en Greetings from South Carolina. Na Greetings from South Carolina gingen de rest van de oorspronkelijke bandleden uit elkaar, zonder Doug Gray en Jerry Eubanks.
In 1988 namen Gray en Eubanks het album Still Holdin' On op, hun enige echte publicatie bij Mercury Records. Hoewel Gray en Eubanks de nieuwe leden Rusty Milner, Stuart Swanlund en Tim Lawter hadden toegevoegd, werd Still Holdin' On voornamelijk opgenomen met studiomuzikanten. De nieuwere leden (inclusief de nieuw toegevoegde toetsenist Don Cameron) hadden echter een veel grotere rol op het album Southern Spirit uit 1990, uitgebracht bij het Sisaspa-label. Het album betekende een terugkeer naar de country- en bluesroots van de band.

### De jaren 1990
In 1992 produceerde de Marshall Tucker Band zijn eerste album Still Smokin' voor het label Cabin Fever. De publicatie Walk Outside the Lines uit 1993 markeerde een overgang naar een meer countrygeluid, waarbij minder werd vertrouwd op lange geïmproviseerde jams die het handelsmerk waren van de vroege carrière van de band. Het titelnummer van het album is mede geschreven door countryster Garth Brooks, een oude fan van de band die het schrijven van een nummer voor hen als een mijlpaal in zijn carrière beschouwde.
Voor Face Down In the Blues uit 1998 voegde de band gitarist Ronald Radford en multi-instrumentalist David Muse van Firefall toe, de laatste ter vervanging van Jerry Eubanks, die in 1996 met pensioen was gegaan. Gospel, het album van de band uit 1999, bevatte de vertolking van traditionele liedjes door de band, zoals The Wayfaring Stranger en Will the Circle Be Unbroken, evenals verschillende originele nummers.

### De 21e eeuw
De Marshall Tucker Band bleef opnemen en optreden tot in de 21e eeuw en speelde tussen de 150 en 200 shows per jaar. De band bracht veel van zijn albums uit de jaren 1970 opnieuw uit bij het nieuwe label Ramblin' Records, evenals twee compilaties van twee schijven, waarvan de eerste (Anthology) een terugblik van 30 jaar is en de tweede (Where a Country Boy Belongs) een verzameling countrysongs van de band. In 2004 brachten ze nog het studioalbum Beyond the Horizon uit en het jaar daarop brachten ze het kerstalbum Carolina Christmas uit. Na diverse omzettingen verscheen in 2007 het album The Next Adventure, die weer in de gitaar-georiënteerde southern rock-stijl van de jaren 1970 en 1980 werden opgenomen.
Can't You See werd gebruikt voor de openings- en aftiteling van de Kevin Costner-film Swing Vote uit 2008. Take the Highway werd ook gebruikt in de film.
Can't You See wordt ook gebruikt in de film Blow uit 2001 en de film I, Tonya uit 2017.
De Amerikaanse glam-metalband Poison bracht in 2007 het album Poison'd uit, dat uitsluitend coverversies bevatte. Voor deze cd had Poison ook de song Can't You See opgenomen van The Marshall Tucker Band. De band Black Stone Cherry bracht in 2011 een verdere versie uit van Can't You See op het album Between the Devil and the Deep Blue Sea.

## Muziekstijl
Tommy Caldwell beschreef de muziek van de Marshall Tucker Band als progressieve country en legde uit dat de band country-muziekstructuren en riffs speelde in combinatie met jazzimprovisatie waarop meer complexe structuren werden gebouwd vanuit de countrymuziekstichting. De band heeft gedurende zijn hele carrière elementen van verschillende genres in zijn geluid verwerkt, meestal blues, country en jazz. De band heeft ook geput uit boogie, psychedelica, gospel, folk en rock-'n-roll.
De eclectische muziekstijl van de band is voornamelijk gecategoriseerd als southern rock. De muziek van de band is ook gecategoriseerd als bluesrock, countryrock en jazzrock. 
Het titelloze debuutalbum van de band werd gecategoriseerd als countryrock, progressieve rock en southern rock classic. Gitarist/songwriter Toy Caldwell putte veel uit bluegrass en country tijdens het schrijven van liedjes voor het debuut van de band. Het vervolgalbum A New Life werd gecategoriseerd als meer een countrygeluid. Where We All Belong is beschreven als een klassiek rock-'n-roll-album. Het album Running Like the Wind uit 1979 van de band bevat een poprock- en jazzfusion-geluid. Het opvolgende tiende album werd gekenmerkt door een boogierock sound. Het album Face Down in the Blues van de band uit 1998 bestond, zoals de titel al aangeeft, volledig uit bluesmuziek.

## Discografie

### Albums
- 1973: The Marshall Tucker Band
- 1974: A New Life
- 1974: Where We All Belong
- 1975: Searchin' for a Rainbow
- 1976: Long Hard Ride
- 1977: Carolina Dreams
- 1977: Walk Outside the Lines
- 1978: Together Forever
- 1979: Running Like the Wind
- 1980: Tenth
- 1981: Dedicated
- 1982: Tuckerized
- 1983: Just Us
- 1983: Greetings from South Carolina
- 1988: Still Holding On
- 1990: Southern Spirit
- 1992: Still Smokin'
- 1998: Face Down in the Blues
- 1999: Gospel
- 2004: Beyond the Horizon
- 2005: Carolina Christmas
- 2007: The Next Adventure
- 2009: Love Songs

### Livealbums
- 1973: Way Out West!
- 1976: Live in the UK
- 1977: Live! Englishtown
- 2003: Stompin' Room Only
- 2006: Live on Long Island
- 2013: Live! From the Spartanburg